# Conyers Court Kings
I Conyers Court Kings sono stati una franchigia di pallacanestro della WBA, con sede a Conyers, in Georgia, attivi dal 2005 al 2013.
Nacquero nel 2005 a Birmingham, come Magic City Court Kings, terminando la stagione con un record di 8-16. Nei play-off persero al secondo turno con i Rome Gladiators.
Nel 2006, dopo 8 partite, e un record di 2-6, fallirono e non vennero inseriti nella classifica finale.
Dopo un anno di pausa, ricomparvero a Decatur con il nome di Decatur Court Kings. Finirono la stagione con un record di 9-1, vincendo il titolo, battendo in finale i Buford Majic dopo due supplementari.
Nel 2011 si trasferirono a Conyers, perdendo la finale per il titolo con i Gwinnett Majic.

## Stagioni
| Stagione | Lega | Denominazione          | V | P  | %    | Piazzamento | Play-off      |
| -------- | ---- | ---------------------- | - | -- | ---- | ----------- | ------------- |
| 2005     | WBA  | Magic City Court Kings | 8 | 16 | 33,3 | 4º          | Secondo turno |
| 2006     | WBA  | Magic City Court Kings | 2 | 6  | 25,0 | -           | -             |
| 2008     | WBA  | Decatur Court Kings    | 9 | 1  | 90,0 | 1º          | Campioni      |
| 2009     | WBA  | Decatur Court Kings    | 8 | 2  | 80,0 | 2º          | Seminfinale   |
| 2010     | WBA  | Decatur Court Kings    | 0 | 9  | 0,0  | 6º          | -             |
| 2011     | WBA  | Conyers Court Kings    |   |    |      | 2º          | Finale        |
| 2012     | WBA  | Conyers Court Kings    |   |    |      |             |               |
| 2013     | WBA  | Conyers Court Kings    |   |    |      | 2º          | Semifinale    |